# Устиново (Сергиево-Посадский район)
Устиново — упразднённая деревня в Сергиево-Посадском городском округе Московской области России.

## География
Урочище находится в северной части области, в зоне хвойно-широколиственных лесов, на левом берегу реки Кубжи, к югу от автодороги 46Н-10535, на расстоянии примерно 37 километров (по прямой) к северо-западу от города Сергиев Посад, административного центра округа.

### Климат
Климат характеризуется как умеренно континентальный, с умеренно холодной зимой и тёплым летом. Среднегодовая температура воздуха — +2,7 °C. Средняя температура воздуха самого холодного месяца (января) — −11,3 °C (абсолютный минимум — −48 °C), средняя температура самого тёплого (июля) — +17 °С (абсолютный максимум — +36 °C). Годовое количество атмосферных осадков — 630 мм, из которых около 70 % выпадает в период с апреля по октябрь.

## История
В «Списке населённых мест Владимирской губернии по сведениям 1859 года» населённый пункт упомянут как владельческая деревня Александровского уезда, расположенная в 62 верстах от уездного города. В деревне насчитывалось 15 дворов и проживало 123 человека (59 мужчин и 64 женщины).
По состоянию на 1905 год, в Устинове имелось 20 дворов и проживало 115 человек. В административном отношении входило в состав Константиновской волости.
По данным 1926 года в деревне имелось 24 крестьянских хозяйства и проживало 124 человека (52 мужчины и 72 женщины). Являлась частью Окаёмовского сельсовета Константиновской волости Сергиевского уезда Московской губернии.
17 июля 1939 года Окаёмовский сельсовет был упразднён. При этом все его населённые пункты были переданы в Самотовинский сельсовет.